# Maria Lorenza Longo
María Lorenza Requenses de Longo, OSCCap (1463, Lleida – 21. prosince 1539, Neapol) byla italská římskokatolická řeholnice katalánského původu, zakladatelka a členka Řádu klarisek-kapucínek. Katolická církev ji uctívá jako blahoslavenou.

## Život

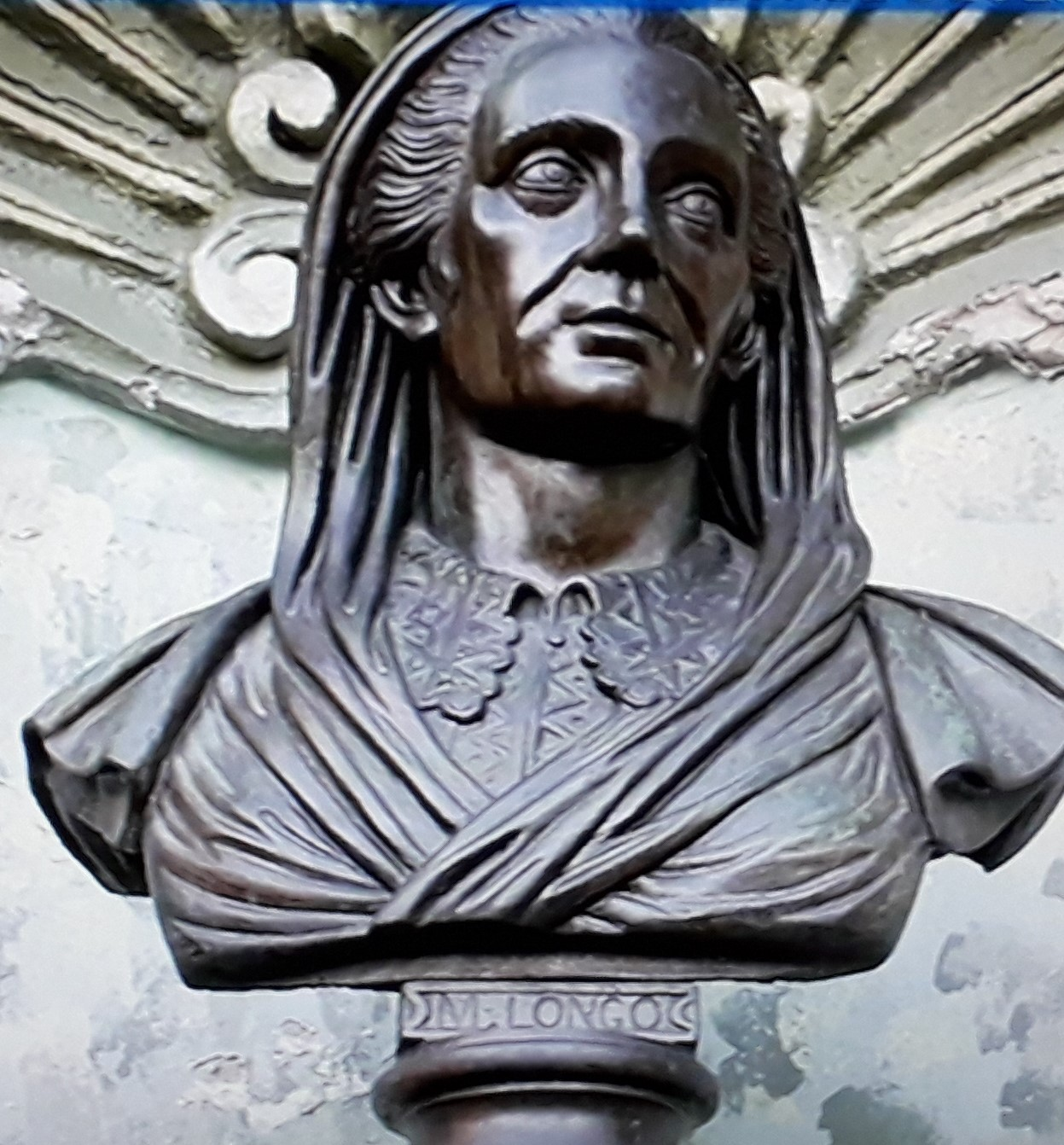
Její busta

Narodila se roku 1463 v Lleidě v dnešním Španělsku šlechtickým rodičům. Roku 1483 se provdala za Juana Llonga. Roku 1506 se s manželem a jejich třemi dětmi přestěhovala do Neapole. Roku 1509 ovdověla, načež se vydala na pouť do Loreta, kde byla vyléčena z ochrnutí, kterým trpěla, což bylo připisováno přímluvě Panny Marie.
Poté, co vychovala své děti se stala františkánskou terciářkou. V Neapoli založila nemocnici Complesso degli Incurabili a dům pro péči o ženy, které propadly prostituci. Na základě vize založila nový ženský františkánský klášter. Měla představu o obnově františkánského řádu podle původního konceptu chudoby sv. Františka z Assisi a sv. Kláry z Assisi. V tom se v té době se také inspirovala Matteem Bassim, který se stejným úmyslem založil mužský řád kapucínů.
S pomocí již existujících kapucínů založila roku 1538 ženský řeholní řád Klarisek-kapucínek. Vybrala pro něj jednoduchý řeholní hábit. Jí založený řád se začal rychle rozrůstat a rozšiřovat. Jejím duchovním vůdcem byl v té době sv. Kajetán z Tiene. Dne 10. prosince 1538 udělil papež Pavel III. jí založenému řádu papežské potvrzení o svém založení a další čestná privilegia. Stala se představenou kláštera, který založila.
Zemřela v Neapoli dne 21. prosince 1539. Roku 1935 byly její ostatky exhumovány, přičemž byla nalezena pouze část její lebeční kosti, která je nyní uchovávána jako relikvie v relikviáři v jí založeném klášteře v Neapoli.

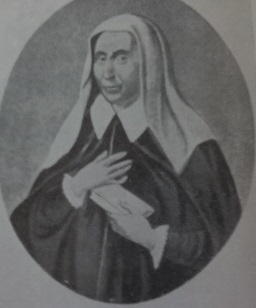
Její vyobrazení z 16. století

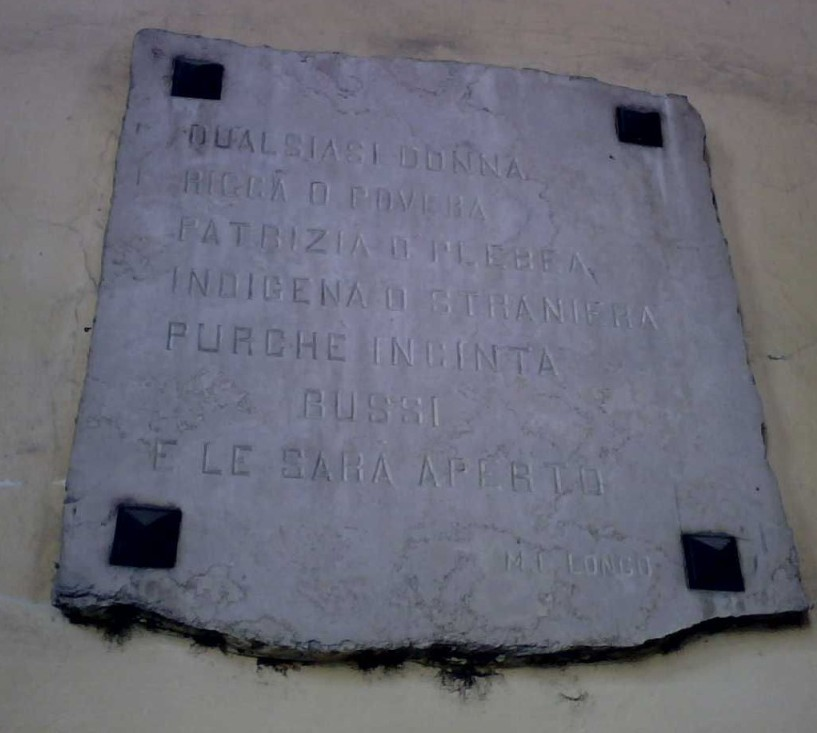
Její pamětní deska na nemocnici Complesso degli Incurabili v Neapoli, kterou založila

## Úcta
Její beatifikační proces započal dne 4. září 1892, čímž obdržela titul služebnice Boží. Po nějaké době byl proces pozastaven a dne 30. listopadu 2005 opět obnoven. Dne 9. října 2017 ji papež František podepsáním dekretu o jejích hrdinských ctnostech prohlásil za ctihodnou. Dne 27. října 2020 byl uznán zázrak na její přímluvu, potřebný pro její blahořečení.
Blahořečena pak byla dne 9. října 2021 v katedrále Nanebevzetí Panny Marie v Neapoli. Obřadu předsedal jménem papeže Františka kardinál Marcello Semeraro.
Její památka je připomínána 21. října. Bývá zobrazována v řeholním oděvu. Je patronkou jí založeného řádu a nemocnice Complesso degli Incurabili v Neapoli, kterou taktéž založila.